# Satoru Mochizuki
Satoru Mochizuki (jap. 望月 聡, Mochizuki Satoru; * 18. Mai 1964 in Ōtsu, Präfektur Shiga) ist ein ehemaliger japanischer Fußballspieler.

## Nationalmannschaft
1988 debütierte Mochizuki für die japanische Fußballnationalmannschaft. Mochizuki bestritt sieben Länderspiele.